# Eksperyment Ascha
Eksperyment Ascha – jeden z najsłynniejszych eksperymentów psychologicznych (właściwie serii eksperymentów), przeprowadzony przez Solomona Ascha w 1955 r. i dotyczący konformizmu, a konkretnie jednej z jego odmian – konformizmu normatywnego. Badacze konformizmu zastanawiali się, czym są motywowane szeroko rozumiane zachowania konformistyczne. Wykryto dwa ważne motywy tych zachowań:
- pragnienie posiadania racji, które rodzi konformizm informacyjny;
- lęk przed odrzuceniem społecznym, który jest motywem konformizmu normatywnego.

## Geneza eksperymentu
W roku 1936 Muzafer Sherif przeprowadził eksperyment wykorzystujący efekt autokinetyczny (znany jako eksperyment Sherifa). Przedmiotem tego badania był mechanizm przekazywania norm społecznych przez grupy z pokolenia na pokolenie, zaś ubocznym efektem potwierdzenie olbrzymiej skłonności badanych do podzielania przekonań wytworzonych przez grupę (konformizm informacyjny).
Asch nie zgadzał się z interpretacjami zachowania badanych przedstawionymi przez Sherifa, twierdząc, że badani są skłonni do ulegania grupie w dużym stopniu tylko wtedy, gdy sami czują się niepewnie i nie mają wyrobionego zdania na dany temat – taka bowiem była psychologiczna sytuacja badanych w eksperymencie Sherifa. Asch spodziewał się, że w warunkach jednoznacznych badani nie będą ulegać grupie. Aby przetestować hipotezę, zaprojektował własny eksperyment.

## Przebieg eksperymentu Ascha

Przykładowe karty z odcinkami przedstawianymi jako materiał do porównań w eksperymencie Ascha.

Asch prosił ochotników, którzy zgłosili się do jego eksperymentu, aby w 18 różnych próbach jak najdokładniej przyjrzeli się trzem liniom (A, B, C) i zadecydowali, do której z nich najbardziej podobny jest odcinek X narysowany obok.
Gdy uczestnicy badania wykonywali zadanie w samotności, udzielali prawidłowych odpowiedzi w ponad 99% prób.
Odpowiedzi dramatycznie zmieniały się, gdy badanie przeprowadzane było grupowo. Asch podstawiał 7 osób, które w przekonaniu uczestników badania także były ochotnikami, tymczasem w rzeczywistości byli to współpracujący z badaczem aktorzy. W pierwszych 2 próbach (z różnymi kartami eksperymentalnymi) aktorzy mieli udzielać prawidłowej odpowiedzi. W trzeciej próbie, i większości pozostałych (12 z ogólnej liczby 18 prób) mieli natomiast udzielać zgodnie błędnej odpowiedzi.
W takich warunkach uczestnicy udzielali właściwych odpowiedzi tylko w 63,2% prób. Badanie ujawniło znaczne indywidualne zróżnicowanie: ok. 5% osób zawsze dostosowywało się do opinii grupy, a ok. 25% osób za każdym razem trzymało się własnej oceny – pozostali uczestnicy poddawali się konformizmowi przynajmniej w części prób.
Innymi słowy, 75% osób popełniło błąd w przynajmniej jednej z 12 kluczowych prób. Z drugiej strony jednak, 95% osób przynajmniej raz nie zgodziło się z grupą. Po badaniu, większość uczestników wyraziła przekonanie, że pozostałe osoby udzielały błędnych odpowiedzi.
Wiele relacji z przebiegu eksperymentu obecnych w literaturze zawyża faktyczny poziom i głębokość zaobserwowanego konformizmu. W przeglądzie 20 podręczników, tylko w jednym znaleziono wzmiankę, że większość uczestników udzieliła poprawnej odpowiedzi w ponad połowie prób, i była prywatnie przekonana, że grupa udziela złych odpowiedzi.

## Interpretacja wyników
Psychologów (włącznie z samym Aschem) zaskoczyły tak duże procenty osób podporządkowujących się zdaniu grupy, przy nieobecności wyraźnego nacisku grupowego. Badani mieli bowiem wiele powodów, dla których nie powinni podporządkowywać się zdaniu grupy:
1. Odcinki nie były równe, co do czego nikt z badanych nie miał wątpliwości.
2. Badani zgłaszali się na ochotnika do eksperymentu, którego rzekomym celem było „sprawdzenie dokładności spostrzegania”. Brali pieniądze za uczestniczenie w eksperymencie. W związku z tym powinno im zależeć na tym, aby eksperymentator dostał rzetelne dane („czego nie robi się dla nauki!”).
3. Badani nigdy wcześniej nie widzieli innych uczestników grupy.
4. Było bardzo mało prawdopodobne, aby w przyszłości ponownie spotkali się w tej „przypadkowo” stworzonej grupie.

Mimo to badani zmieniali swoje zdanie i kłamali, mówiąc to, co inni członkowie grupy. Asch zinterpretował ten wynik jako objaw uległości wobec większości – konformizmu – motywowanego lękiem przed odrzuceniem przez grupę oraz pragnienia bycia akceptowanym przez członków grupy. Jest to główny motyw tak zwanego konformizmu normatywnego. Taki konformizm polega na skłonności do podporządkowywania się niepisanym normom obowiązującym w danej grupie w obawie przed byciem wykluczonym z niej.

## Alternatywne interpretacje
Pojawiło się pytanie, czy badani podporządkowywali się grupie dlatego, że bali się odrzucenia, czy też pod wpływem zdania większości rzeczywiście zaczynali wątpić we własne spostrzeżenia i „ich oczy kłamały”. Inaczej mówiąc: być może zdanie innych członków grupy powodowało zmianę spostrzeżeń badanych. Tę hipotezę wykluczono, bowiem jeśli badani mieli swoje zdanie jedynie zapisać na kartce lub podstawieni aktorzy nie byli bezpośrednio obecni w pokoju (badany słyszał ich wypowiedzi przez głośnik i wiedział, że oni jego nie słyszą), to badani nie zmieniali swojego zdania. Ponadto po eksperymencie podczas sesji wyjaśniającej badani twierdzili, że zmiana zdania nie była związana ze zmianą spostrzegania.

## Literatura
- Hock R.R. (2003). 40 prac badawczych, które zmieniły oblicze psychologii. Gdańsk: Gdańskie Wydawnictwo Psychologiczne.
- Myers D.G. (2003). Psychologia społeczna. Poznań: Wydawnictwo Zysk i S-ka.
- Aronson E. (2002). Człowiek – istota społeczna. Warszawa, PWN.